# Xu Jinglei
En una onomàstica xinesa Xu es el cognom i Jinglei el prenom.
Xu Jinglei (xinès simplificat: 徐静蕾) (Chaoyang-Pequín, 1974) és una actriu, guionista, productora i directora de cinema xinesa. Amb les actrius Zhang Ziyi, Zhao Wei i Zhou Xun, ha format part del nomenat grup de les "Four Dan actresses" (四大名旦) dels principis de la dècada del 2000.

## Biografia
Xu Jinglei va néxier el 16 d'abril de 1974 al districte de Chaoyang de la ciutat de Pequín a la Xina, en una família treballadora originaria de la província de Henan. Després dels estudis primaris, de cal·ligrafia i pintura va estudiar interpretació a l'Acadèmia de Cinema de Pequín. Mentre estudiava ja va començar a fer d'actriu en diverses series de televisió. L'any 1997 el seu paper en una telenovel·la titulada "A Story of Wind and Snow" (一场风花雪月的事) la va començar a donar-la a conèixer, i el director Zhao Baogang la va assessorar i enfocar cap a la direcció cinematogràfica.
Al acabar els estudis va fer el seu primer paper al cinema en la pel·lícula 爱情麻辣烫 (Spicy Love Soup) del director Zhang Yang. Després va seguir una carrera important com actriu i va treballar amb altres directors importants com Zhang Yibai, Zhang Yuang i Benny Chan entre d'altres.
La seva primera pel·lícula, un estudi de les relacions entre pare i filla, es va estrenar l'any 2003: "Daddy and Me" (我和爸爸). Ella mateixa va escriure el guió, i hi va fer el paper de protagonista al costat de l'actor Ye Daying (叶大鹰). Amb aquest film ja va guanyar un dels seus primers premis, com a millor director debutant als Jingi Jiang de l'any 2003.
La segona pel·lícula de Xu Jinglei,一个陌生女人的来信 l'any 2004, va ser un èxit tant de guió com d'estètica. Una adaptació d'un conte de Stefan Zweig, "Carta d'una desconeguda" mostra la seva delicadesa en l'anàlisi, el refinament estètic i el talent d'una directora que només tenia trenta anys quan es va estrenar la pel·lícula. El film té una còpia doblada al castellà.
Segons alguns crítics les seves pel·lícules són especialment hàbils en l'exploració de les relacions, a vegades complicades, entre dones i homes, la família, i la societat. La retòrica cinematogràfica de Xu és de vegades suau i delicada, i de vegades apassionada i sofisticada, i els seus missatges i significats són atemporals.

## Altres activitats
A part de les seves activitats en el món del cinema i de la televisió Xu ha desenvolupat diverses tasques i iniciatives i també s'ha fet popular per la seva presència a les xarxes. A mitjans de 2006, segons el motor de cerca de Technorati el seu blog en xinès tenia més enllaços entrants que qualsevol altra blog en qualsevol idioma a Internet.
A la televisió, el novembre de 2012, va participar com a jutge a la quarta temporada de China's Got Talent. i el maig de 2018, va participar en la tercera temporada de Crossover Singer emesa a BTV1 (Beijing Satellite TV).
El 2006, Xu va fundar la seva pròpia companyia de producció, Kaila Pictures Corporation. Ella utilitza el mateix nom per a la seva revista digital mensual, que es va llançar per primera vegada l'abril de 2007. El mateix any va cooperar amb Founder Electronics Cooperation per llançar els seus caràcters personals de cal·ligrafia informàtica a FounderType, que es va anomenar "Founder Jinglei Simplified".
Xu també va crear un fons d'educació i cinema amb 200.000 iuans per donar suport a publicacions en braille i d'educació per als fills de treballadors migrants.
El 2008, Xu va rebre el títol honorífic d'Ambaixador ambiental de la Xina en una cerimònia de lliurament copatrocinada pel Ministeri de Protecció del Medi Ambient i el Programa de Desenvolupament de les Nacions Unides en el Dia de la Terra.

## Filmografia destacada

#### Actriu: cinema
| Any  | Títol xinès       | Títol anglès          | Paper         | Director      |
| ---- | ----------------- | --------------------- | ------------- | ------------- |
| 1996 | 忽然丈夫          | Tough Guy             |               | Liu Xiaoguang |
| 1997 | 我的爱对你说      | My Love to Tell You   |               | Liu Xiaoguang |
| 1997 | 一夜富贵          | Life Express          |               | Liu Xiaoguang |
| 1997 | 愛情麻辣燙        | Spicy Love Soup       | Lin Yuqing    | Zhang Yang    |
| 1998 | 風雲              | The Storm Riders      | Feng Yu       | Andrew Lau    |
| 2002 | 花眼              | Dazzling              | Xiao Hao      | Li Xin        |
| 2002 | 開往春天的地鐵    | Spring Subway         | Xiao Hui      | Zhang Yibai   |
| 2002 | 我的美丽乡愁      | Far From Home         | Xue'er        | Yu Zhong      |
| 2003 | 我爱你            | I Love Yuo            | Du Xiaojie    | Zhang Yuan    |
| 2003 | 雙雄              | Heroic Duo            | Zhuo Min      | Benny Chan    |
| 2004 | 兄弟              | Brothers              | Xue'er        | Tang Honggen  |
| 2004 | 最后的爱,最初的爱 | Last Love, First Love | Yan Yuan      | Hisashi Tomo  |
| 2006 | 伤城              | Confession of Pain    | Zhou Shuzhen  | Andrew Lau    |
| 2007 | 投名状            | The Warlords          | Lian Sheng    | Peter Chan    |
| 2009 | 新宿事件          | Shinjuku Incident     | Yuko Eguchi   | Derek Yee     |
| 2011 | 将爱情进行到底    | Eternal Moment        | Wen Hui       | Zhang Yibai   |
| 2013 | 越來越好之村晚    | Better and Better     | Liu Shufen    | Xu Zhangchao  |
| 2014 | 触不可及          | One Step Away         | Ying Zi       | Zhao Baogang  |
| 2017 | 记忆大师          | Battle of Memories    | Zhang Daichen | Leste Chen    |
| 2017 | 低压槽            | The Trough            | Hui Meizi     | Nick Cheung   |

#### Actriu: series televisió
| Any  | Títol anglès                    | Títol xinès      |
| 1994 | My Old Classmate                | 同桌的你         |
| 1996 | Beijing Love Story              | 北京爱情故事     |
| 1997 | A Sentimental Story             | 一場風花雪月的事 |
| 1998 | Long Tang                       | 龙堂             |
| 1998 | Cherish Our Love Forever        | 将爱情进行到底   |
| 1999 | Thunderstorm Rider              | 霹雳菩萨         |
| 1999 | Here Comes Fortune              | 财神到           |
| 1999 | Love Letter                     | 情书             |
| 2000 | New Romance Generation          | 新言情时代       |
| 2000 | Divine Retribution              | 世纪之战         |
| 2000 | Family of Lu Ao                 | 旅"奥"一家人     |
| 2001 | Accumulating All My Love        | 堆积情感         |
| 2001 | Let Love Make the Decision      | 让爱作主         |
| 2002 | Sky Lovers                      | 天空下的缘分     |
| 2005 | Doukou Nianhua                  | 豆蔻年华         |
| 2018 | 200 Million Years Old Classmate | 同学两亿岁       |

#### Directora
| Any  | Títol xinès            | Títol anglès                  | Notes                          |
| ---- | ---------------------- | ----------------------------- | ------------------------------ |
| 2003 | 我和爸爸               | Daddy and Me                  | Guionista i Actriu             |
| 2004 | 一个陌生女人的来信》   | Letter from an Uknown Woman   | Productora, guionista i actriu |
| 2006 | 梦想照进现实           | Dreams May Come               | Actriu                         |
| 2006 | 老徐影像日记           | The Image Diary of Xu Jinglei |                                |
| 2010 | 杜拉拉升职记           | Go Lala Go!                   | Guionista i actriu             |
| 2011 | 亲密敌人               | Dear Enemy                    | Productora, guionista i actriu |
| 2015 | 有一个地方只有我们知道 | Somewhere Only We Know        | Productora, guionista i actriu |
| 2017 | 綁架者                 | The Missing                   | Productora i guionista         |

## Premis
Xu Jingley ha rebut nombrosos premis tant com actriu com per la seva activitat com a directora, cal destacar:
| Any  | Pel·lícula                 | Festival o Institució                                                                                      | Premi                                                               |
| ---- | -------------------------- | --- | ------------------------------------------------------------------- |
| 2003 | I Love Yuo                 | - Chinese Film Media Awards - Huabiao Awards                                                               | - Actriu més popular - Actriu debutant                              |
| 2003 | Spring Subway              | - Hundred Flowers Awards                                                                                   | - Millor actriu                                                     |
| 2003 | Daddy and Me               | - Golder Rooster Awards (Jinji Jiang)                                                                      | - Millor director debutant                                          |
| 2003 | Far From Home              | - Golden Rooster Awards                                                                                    | - Millor actriu secundària                                          |
| 2004 | Letter from an Uknow Woman | - 52è Festival Internacional de Cinema de Sant Sebastiá 2004                                               | - Conxa de Plata al millor director                                 |
| 2004 | My Father and I            | - Huabiao Awards                                                                                           | - Millor director debutant - Millor guió - Plata a la millor actriu |
| 2007 | Confession of Pain         | Hong Kong Society of Cinematographers Awards                                                               | - Actriu més carismàtica                                            |
| 2010 | Go Lala Go!                | - Chinese American Film Festival - China Film Director's Guild Awards - Macau International Movie Festival | - Millor director - Millor director jove - Millor director          |